# Itaparica
Itaparica là một đô thị thuộc bang Bahia, Brasil. Đô thị này có diện tích 246,68 km², dân số năm 2007 là 55902 người, mật độ 226,62 người/km².